# Johannes Trommer
Siegfried Johannes Trommer (* 5. Juli 1951 in Ellefeld) ist ein ehemaliger deutscher Diplomat, der zuletzt Botschafter in Paraguay war. Seit 2016 ist er im Ruhestand.

## Leben
Trommer begann nach dem Abitur 1971 ein Studium der Rechtswissenschaften und legte 1975 die Erste Juristische Staatsprüfung sowie nach dem Vorbereitungsdienst 1977 das Zweite Juristische Staatsexamen ab. Im Anschluss war er zunächst bei der Stuttgarter Volksbank AG tätig, ehe er von 1979 bis 1981 den Vorbereitungsdienst für den höheren Auswärtigen Dienst absolvierte.
Nach Abschluss der Laufbahnprüfung für den höheren Auswärtigen Dienst 1981 war Trommer zwischen 1981 und 1982 im Bundeskanzleramt in Bonn als Politischer Referent und im Anschluss von 1982 bis 1985 im Auswärtigen Amt tätig. Während dieser Zeit legte er 1985 an der Eberhard Karls Universität Tübingen seine Promotion zum Dr. jur. mit einer Dissertation zum Thema Die Mittlerorganisationen der auswärtigen Kulturpolitik ab.
Im Anschluss fand Trommer zwischen 1985 und 1989 Verwendung an der Botschaft in Chile sowie danach von 1989 bis 1992 am Generalkonsulat in Boston, wo er als Ständiger Vertreter des Generalkonsuls fungierte. Nach einer Tätigkeit von 1992 bis 1995 an der Botschaft in Belgien sowie einer darauf folgenden Verwendung als Referent im Auswärtigen Amt war er zwischen 1999 und 2002 an der Botschaft in den Niederlanden tätig.
2002 wurde Trommer Ständiger Vertreter des Botschafters in Australien sowie danach von 2006 bis 2009 Referatsleiter im Auswärtigen Amt, ehe er zwischen 2009 und 2012 als Ständiger Vertreter des Botschafters in Dänemark fungierte.
Im September 2012 wurde Trommer Botschafter in Honduras, wo er Nachfolger des in den Ruhestand getretenen Karl-Heinz Rode wurde. Von 2014 bis zur Pensionierung war er Botschafter in Paraguay.

## Veröffentlichungen
- Die Mittlerorganisationen der auswärtigen Kulturpolitik, Tübingen 1985